# New Era
New Era (em português Nova Era) é uma revista publicada por A Igreja de Jesus Cristo dos Santos dos Últimos Dias nos Estados Unidos da América. Publicado pela primeira vez em janeiro de 1971, juntamente com a Ensign e os amigos, a revista destina-se a juventude da Igreja. A revista já foi publicada no século XIX, entre 1897-1900.
Em sua primeira edição, o editor da New Era explica a razão para a sua criação, afirmando:
| “ | Pela direção da Primeira Presidência, a New Era é o braço de publicação da Igreja a pessoas solteiras do reino até o casamento. Ela irá refletir as qualidades que deram origem a confiança do Senhor na juventude: a sinceridade, autenticidade, estimulação intelectual e inspiração. | ” |